# Almas Tower
Almas Tower é um arranha-céus de 360 metros (1 181 pés) de altura e 74 andares localizado em Dubai, Emirados Árabes Unidos. Sua construção começou em princípios de 2005 e foi finalizada em 2009. Até julho de 2019, é o 7.º maior edifício da cidade e o 42.º do mundo.
A torre esta situada numa ilha artificial no centro do complexo Jumeirah Lake Towers, sendo o edifício mais alto de todo o complexo e a segunda mais alta de toda a cidade, atrás somente do Burj Dubai. Foi desenhado por Atkins Middle East, a companhia de arquitetos que desenhou a maioria dos edifícios do complexo Jumeirah. A torre está sendo construída pela Taisei Corporation do Japão, que ganhou o contrato de construção oferecido por Nakheel Properties em 16 de julho de 2005.